# Długa (skała)

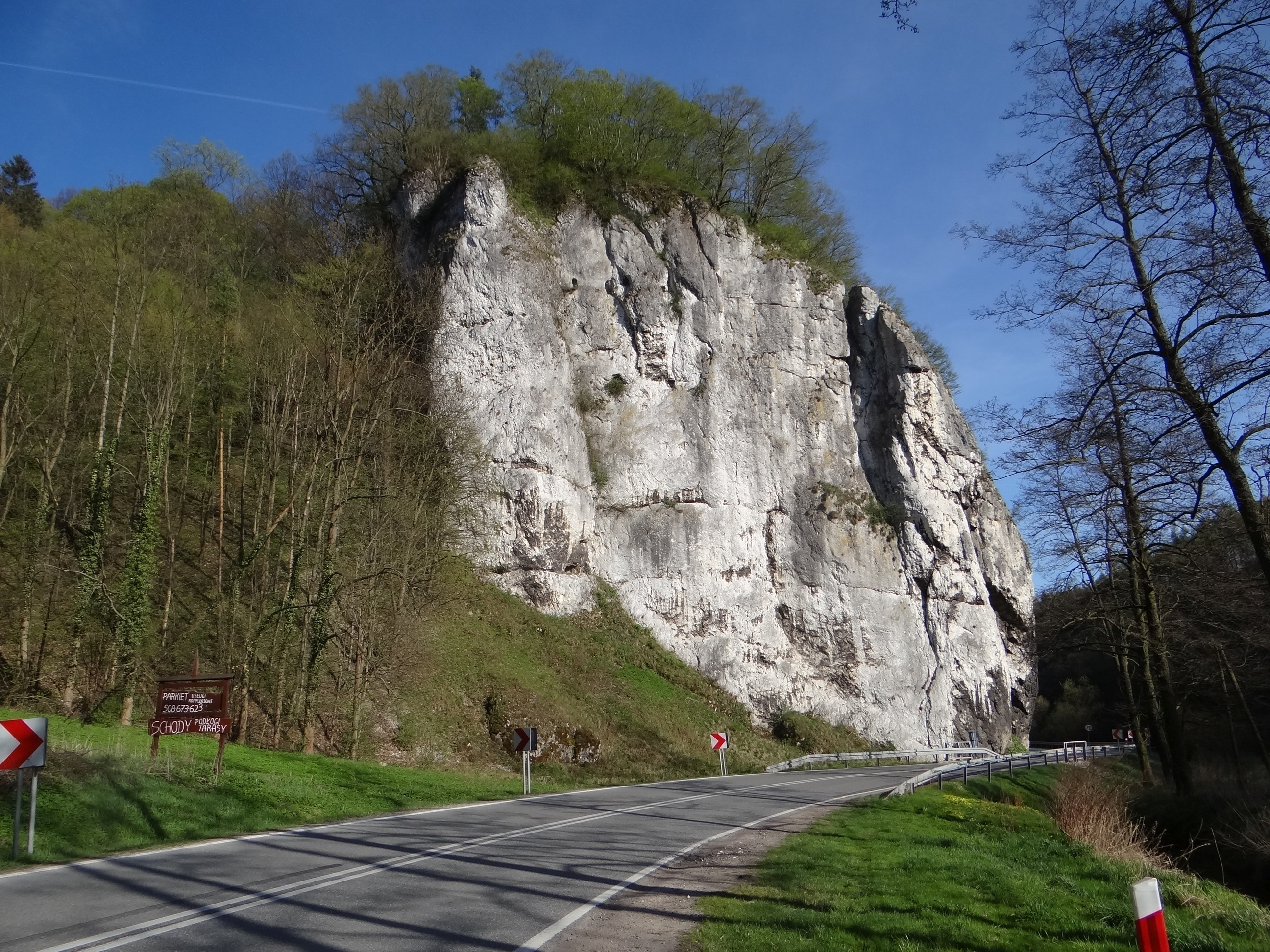

Długa, zwana też Kamieniem – skała w lewych zboczach Doliny Prądnika w Ojcowskim Parku Narodowym. Znajduje się w przysiółku Grodzisko przy drodze z Sułoszowej do Ojcowa. Obrywa się do niej wysoką, pionową, a miejscami przewieszoną ścianą. Na jej szczycie znajduje się kompleks religijny: Pustelnia błogosławionej Salomei, Kościół Najświętszej Marii Panny w Grodzisku i Groty modlitewne w Grodzisku. Skała zbudowana jest z twardych wapieni skalistych. Wiekowe drzewa porastające jej płaski szczyt, na którym znajduje się kompleks religijny mają status pomnika przyrody.